# High Speed Uplink Packet Access
HSUPA (High Speed Uplink Packet Access) – funkcjonalność sieci komórkowych budowanych w standardzie UMTS umożliwiająca przesyłanie danych z terminala do sieci z przepływnością 5,76 Mbit/s (jest to wartość maksymalna, opisana w specyfikacji 3GPP, tylko niektóre sieci, w których zaimplementowano tę technologię, umożliwiają taki transfer). Pierwsze usługi bazujące na tej technologii uruchomiono na początku 2007 roku. W lutym 2008 była ona dostępna w 28 sieciach (w 24 krajach).
HSUPA jest elementem ewolucji sieci komórkowych budowanych w standardzie UMTS. Specyfikacje 3GPP w rewizji R99 opisują interfejs radiowy WCDMA. W roku 2002 opublikowano specyfikacje w rewizji R5, które uwzględniały nowy sposób przesyłania danych z sieci do terminala (HSDPA), dzięki któremu znacznie ulepszono transfer i zoptymalizowano wykorzystanie zasobów radiowych. W 2004 roku 3GPP opublikował specyfikacje w rewizji R6, które opisały HSUPA jako technologię, która usprawnia przesyłanie danych z terminala do sieci. Obie funkcjonalności (HSDPA i HSUPA) bazują na zdefiniowanym wcześniej interfejsie WCDMA i są określane wspólnie jako HSPA (High Speed Packet Access).

## Wersje
Poniższa tabela pokazuje maksymalną prędkość dla różnych wersji HSUPA.
| Wersja HSUPA         | Maksymalna prędkość wysyłania | Przykłady urządzeń |
| -------------------- | ----------------------------- | --- |
| Wersja 1             | 0,73 Mbit/s                   | |
| Wersja 2             | 1,46 Mbit/s                   | |
| Wersja 3             | 1,46 Mbit/s                   | |
| Wersja 4             | 2,93 Mbit/s                   | Qualcomm 6290 |
| Wersja 5             | 2,00 Mbit/s                   | Nokia: C5, E52, E72, E55, 6700 Classic, N900, 5630 XpressMusic; BlackBerry: Storm 9500, 9530; HTC: Dream; Sony Ericsson: C510, C903, W705, W995, T715, Xperia X8                 |
| Wersja 6             | 5,76 Mbit/s                   | BlackBerry Tour 9630, Nokia CS-15, Option GlobeTrotter Express 441/442, Option iCON 505/505M, Samsung i8910, iPhone4, Huawei E180/E182E/E1820/E5832/EM770W Sony: XPERIA S, T, Z. |
| Wersja 7 (3GPP Rel7) | 11,5 Mbit/s                   | |